# SN 2002da
SN 2002da – supernowa odkryta 16 maja 2002 roku w galaktyce A132435+2120. W momencie odkrycia miała maksymalną jasność 18,80m.